# Тифула
Тифула (Typhula) — рід клаварієвих грибів ряду Agaricales. Види Typhula знайдені на всіх континентах. Види Typhula є сапротрофними, переважно розкладають листя, гілки та трав'янистий матеріал. Базидіокарпії (плодові тіла) булавоподібні або вузькоциліндричні, прості (не розгалужені), часто відходять від склероцій. Кілька видів є факультативними збудниками хвороб рослин, викликаючи низку хвороб сільськогосподарських культур і газону.

## Таксономія
Рід був вперше представлений як секція Clavaria мікологом південноафриканського походження Крістіаном Хендріком Персоном у 1801 році. Він відрізнив Typhula від Clavaria на основі форми плодового тіла (Typhula має чітку голову та стебло). Назва була прийнята на родовому рівні Еліасом Магнусом Фрісом у 1818 році. Фріс описав чотири види роду. Наступні автори описали ще близько 150 видів Typhula.
Рід було переглянуто в 1950 році Е. Дж. Х. Корнером, який охарактеризував види Typhula як такі, що мають плодові тіла, що виникають із склероцій, а роди Pistillaria та Pistillina включають подібні види без склероцій. Пізніший і більш спеціалізований перегляд Жака Бертьє (1976) поставив обидва ці останні роди в синоніміку.
Молекулярне дослідження, засноване на кладистичному аналізі послідовностей ДНК, показує, що рід є монофілетичним і утворює природну групу. Типовий вид, T. phacorrhiza, однак не є тісно пов'язаним з іншими видами роду та належить до Macrotyphula. Замість того, щоб перейменовувати всі інші види, які зараз називають Typhula або Macrotyphula, пропонується змінити типовий вид Typhula на T. incarnata.
Етимологія: дав.-гр. τύφη — «рогіз», лат. -ula — новолатинський суфікс, що означає «малий».

## Опис
Базидіокарпії (плодові тіла) виникають поодиноко або окремо від склероції або безпосередньо від субстрату. Плодові тіла мають ниткоподібну (волосину) або булавоподібну форму, як правило, з чіткою стерильною ніжкою та фертильною головкою, як правило, білі, у деяких видів від жовто-рожевого до темно-червоного кольору або з темно-червоною ніжкою. Склероції (якщо є) від кулястої до сочевицеподібної форми, тверді й ороговілі, від жовто-коричневого до чорно-коричневого. Базидії утворюють від 2 до 4 гладких (у одного виду лопатевих), безбарвних і амілоїдних або інамілоїдних базидіоспор.

## Поширення й спосіб життя
Види Typhula здебільшого зустрічаються як сапротрофи на відмерлих трав'янистих стеблах, стеблах папороті, стеблах трав, опалому листі та деревних детритах. Деякі види зустрічаються на багатьох рослинах-господарях, інші, наприклад Typhula quisquiliaris на папоротнику, здається, є специфічними для господарів.
Більшість видів було описано в північній помірній зоні, але мало досліджень було проведено в тропіках або південній півкулі, де вони або менш поширені, або (поки що) не помічені.

## Господарське значення
Психрофільні види Typhula canadensis, Typhula ishikariensis і Typhula incarnata є збудниками сірої снігової плісняви (також званої крапчастою сніжною пліснявою або тифулозом), хвороби, яка може знищити дернину, якщо вона довго покрита снігом. Це особлива проблема на полях для гольфу, створених у невідповідних місцях. Що ще важливіше, ці два види також можуть завдати шкоди посівам озимої пшениці, як і неспоріднений Macrotyphula phacorrhiza.

## В Україні
В Україні ростуть, зокрема такі тифули: 

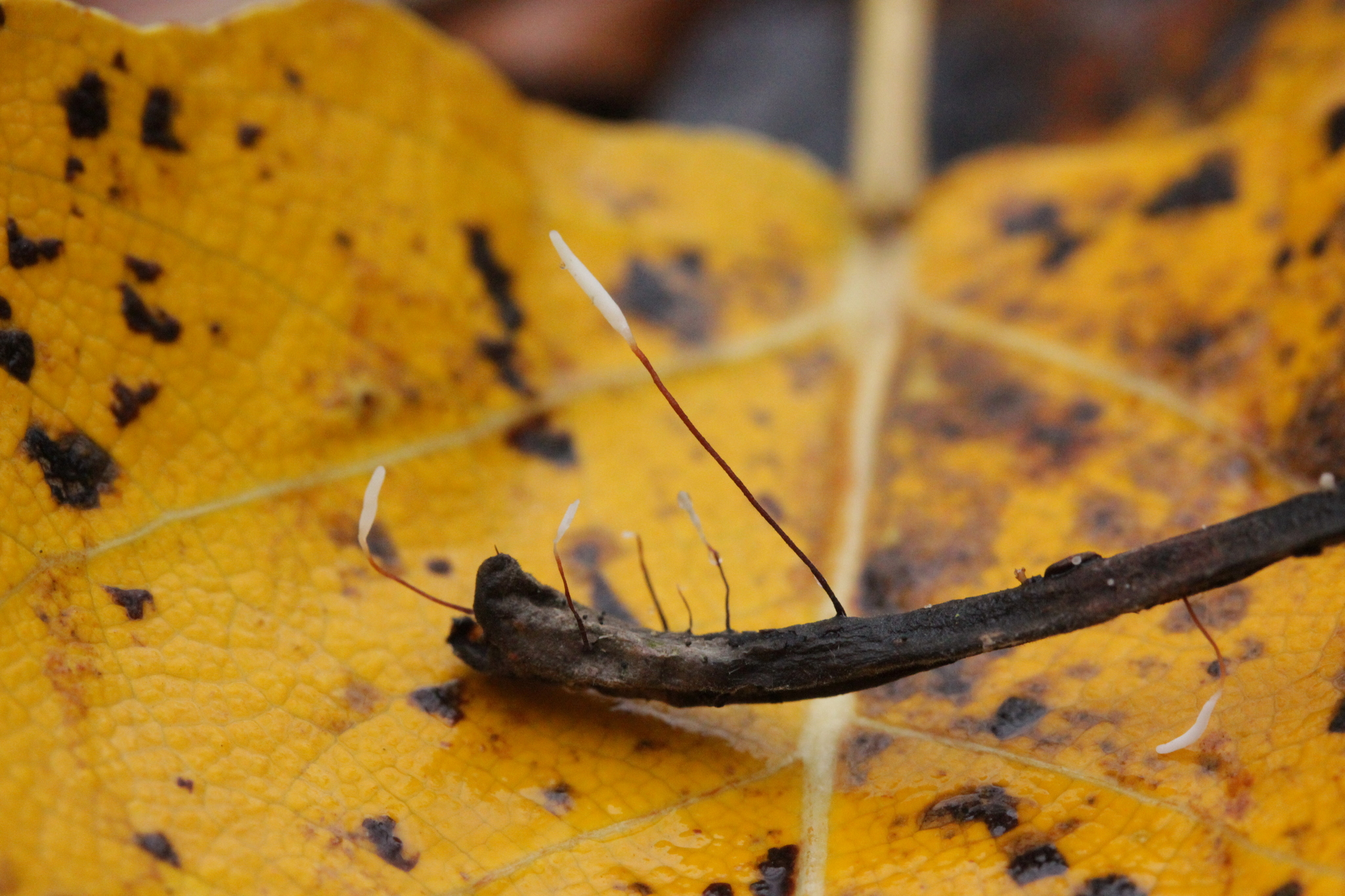
Тифула червононога (Typhula erythropus)
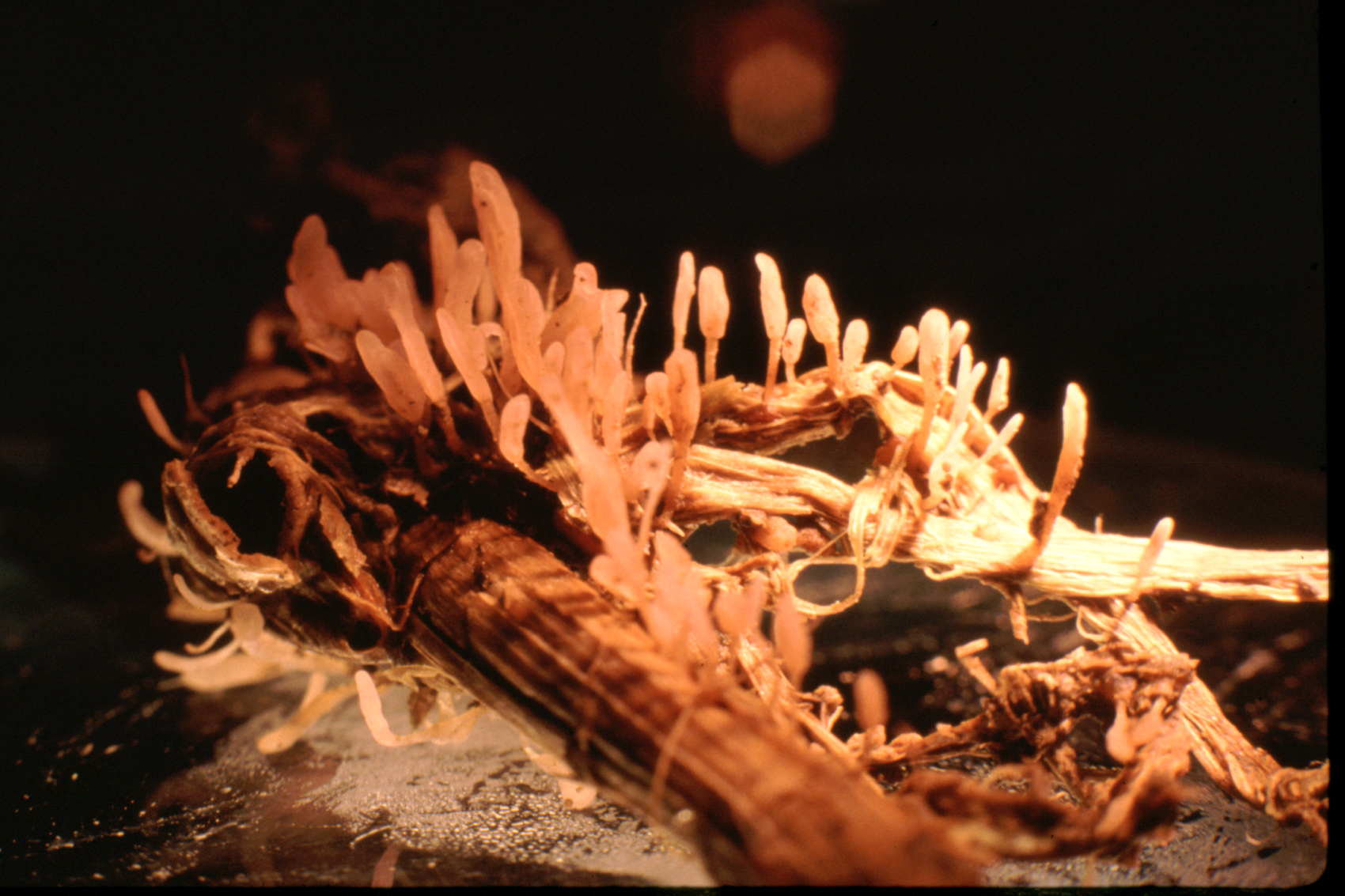
Тифула інкарнатна (Typhula incarnata)
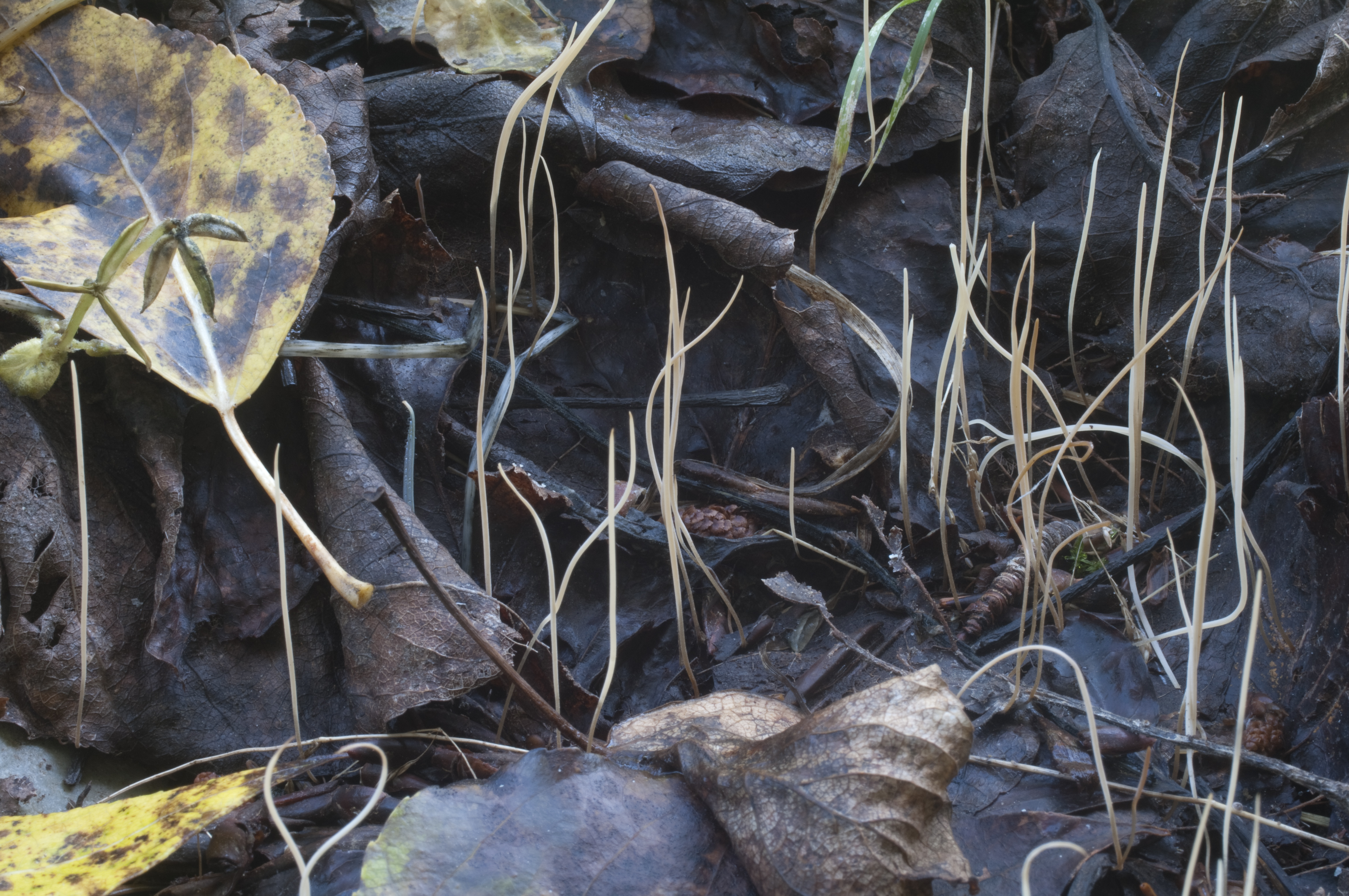
Тифула корененосна (Typhula phacorrhiza)
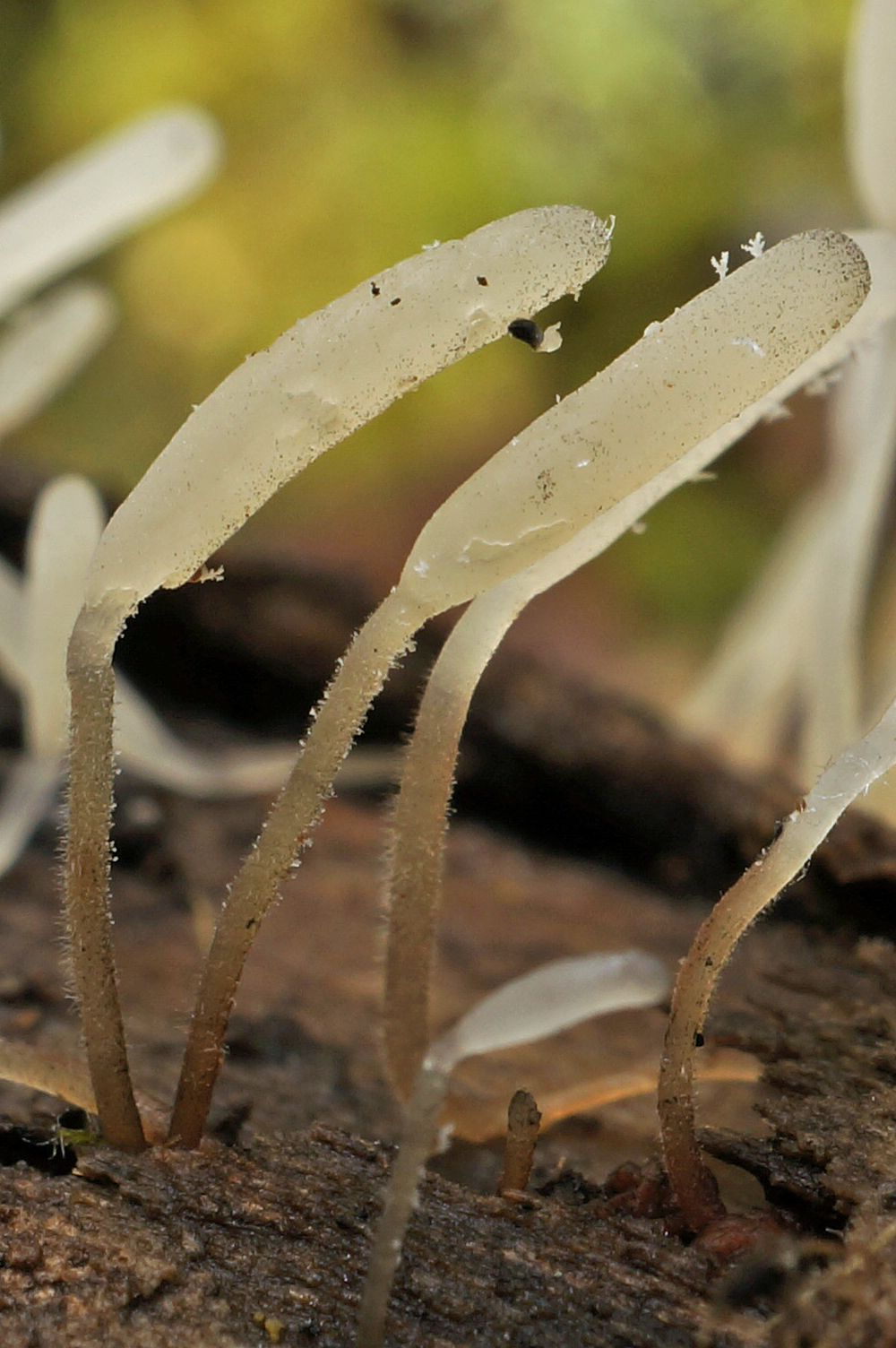
Тифула склероцієвидна (Typhula sclerotioides)
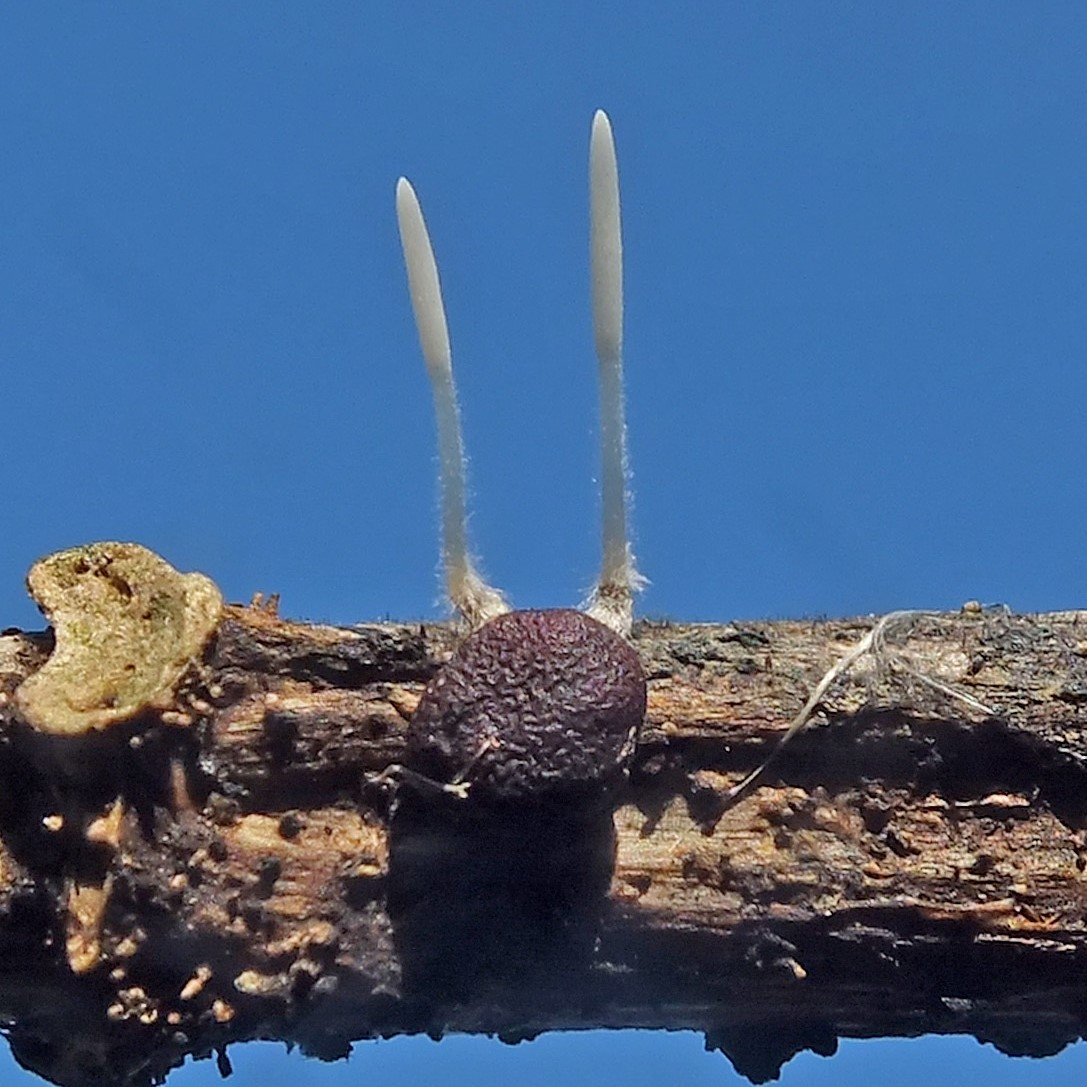
Тифула мінлива (Typhula variabilis)